# Kiltir
Kiltir est un groupe de maloya de La Réunion, dont le nom provient du mot « kiltir » qui signifie « culture » en créole réunionnais. Ce groupe, qui allie la maîtrise des instruments traditionnels à des textes revendicatifs en créole, offre un spectacle complet de musique et de danse traditionnelles à son public. Le groupe se réclame du maloya « traditionnel », tel qu'encore joué et dansé dans les cérémonies servis kabar. Il est parfois étiqueté speed maloya à cause de ses rythmes particulièrement rapides.
Après avoir gagné le tremplin musical la Clameur des Bambous en 1996, Kiltir enregistre le premier de ses trois albums. Il s'est produit dans de nombreux événements culturels réunionnais, notamment au festival Sakifo, ainsi qu'en métropole, à Maurice, à Madagascar, au Zimbabwe et en Zambie.

## Membres du groupe
Kiltir est constitué de membres d'une même famille de Saint-André (La Réunion).
- Jeannick Arhimann (dit "Nono") : auteur-compositeur-interprète, bob
- Gino Arhimann : kayamb
- Jean-Pierre Romon : sati, tam-tam
- Florent Bancalin : roulèr, dum dum (doum-doum)
- David Bancalin : djembé, congas, triangle (musique)
- Julson Bancalin : pikèr, dum dum
- Frédérik Bancalin : tam-tam (n'apparaît pas dans l'album Pèp' Maloya)

## Discographie
- 1998 : Destin Maloya (Discorama Prod)

1. Destin maloya
2. Nout racine
3. Gayar maloya
4. Paradis longtemps
5. Prière pou maleré
6. Arrète dispité
7. Z'enfant malgace
8. Mémé zane
9. Kiltir

- 2003 : Cri Maronner (Discorama Prod)

1. Maloya dofé
2. 150 ans
3. Cri marroner
4. Mandela
5. Romance pou la terre
6. Momon africa
7. Bomb fisi
8. Anon cafrine
9. Casse mais la
10. Merci momon

- 2007 : Pèp’ Maloya (Discorama Prod)

1. Zarboutan noute kiltir
2. Pèp maloya
3. Kbaré
4. Manaé
5. Pédophile
6. Le sang d'mon vaine
7. Té kalou té
8. Promesse maloya
9. Oté la Réunion
10. Ti valse l'amour
11. Mon frère
12. Pédophile (version longue)
13. Kri d'ker